# HD 29399
HD 29399，又名CP-63 342，SAO 249054、HR 1475，是一颗恒星，视星等为5.79，位于銀經273.74，銀緯-39.47，其B1900.0坐标为赤經4h 32m 31.2s，赤緯-63° -39.47′ 46″。